# یوهانش فن دیک
یوهانش فن دیک (هلندی: Johannes van Dijk; ۴ ژوئیهٔ ۱۸۶۸ – ۲۵ اوت ۱۹۳۸) قایقران روئینگ اهل هلند بود.